# Canto a tenore

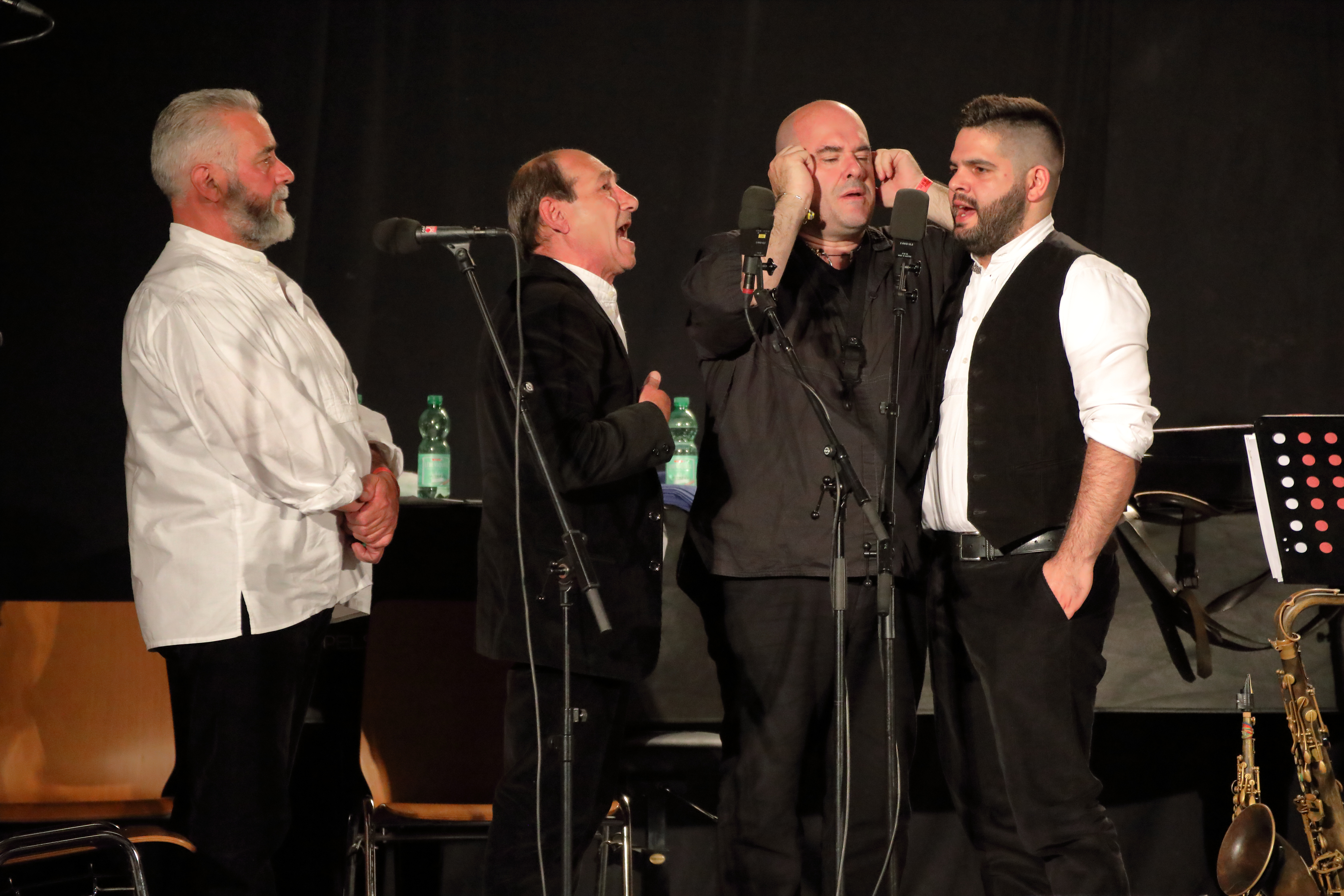
Il Tenore Goine di Nuoro

Il canto a tenore (in sardo cantu a tenore) è un genere di canto corale sardo ed espressione artistica, di matrice originale e autoctona, del mondo agro-pastorale. Il canto a tenore nel 2005 è stato inserito dall'UNESCO tra i Patrimoni orali e immateriali dell'umanità ed è perciò considerato "Patrimonio intangibile dell'Umanità", data la sua unicità.

## Origini

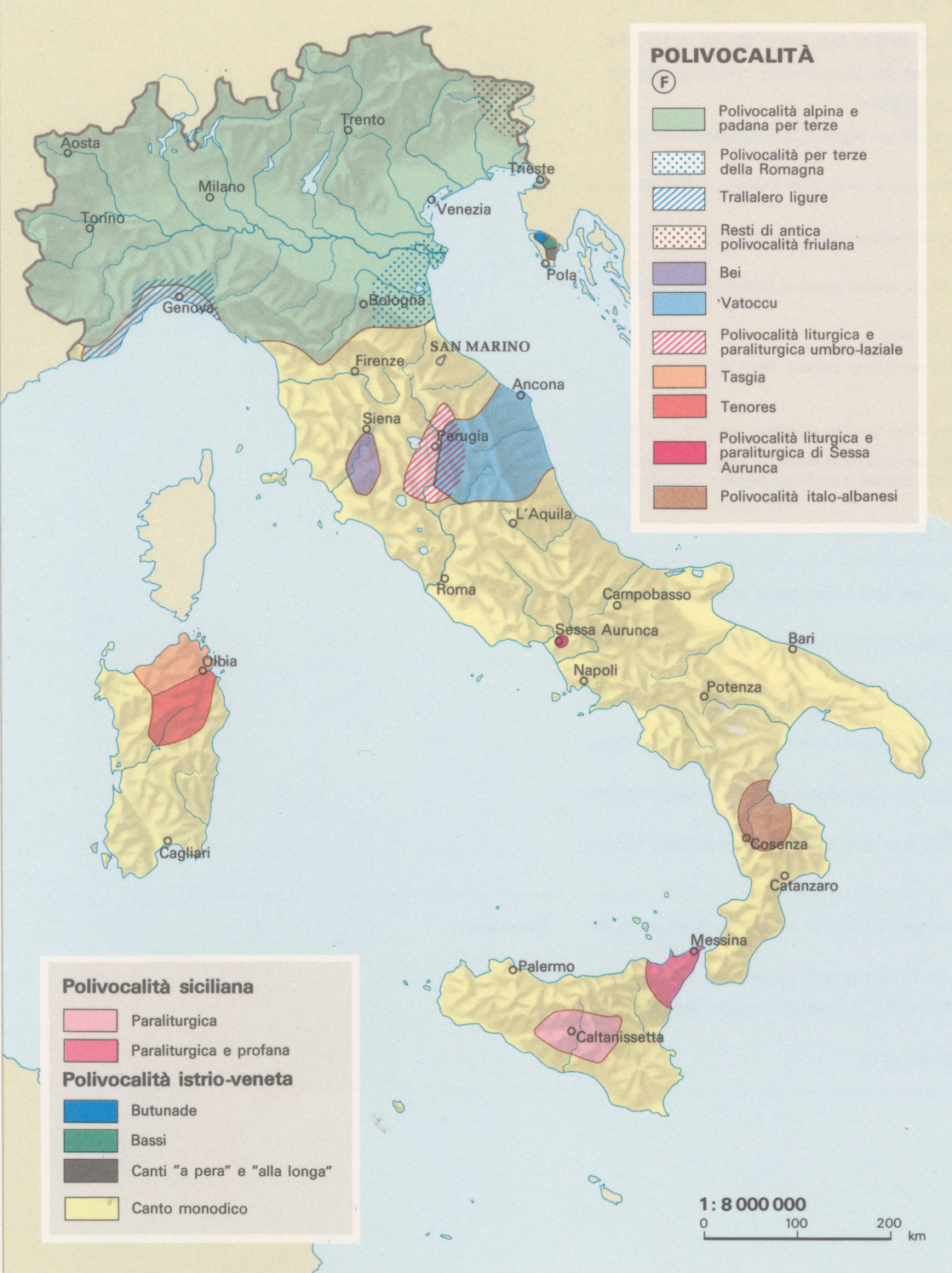
Mappa delle polivocalità tradizionali in Italia

Le notizie sulle origini del canto a tenore sono troppo vaghe per permettere una precisa datazione. Si ritiene che il canto a tenore sia nato come l'imitazione delle voci della natura: su bassu imiterebbe il muggito del bue, sa contra il belato della pecora e sa mesu boche il verso dell'agnello, mentre il solista sa boche impersona l'uomo stesso, colui che è riuscito a dominare la natura.
Il "bassu" e la "contra" utilizzano tecniche di "canto armonico" (o difonico) molto simili al tuvano Xöömej nelle sue varianti kargyraa e korekteer. D'altronde anche a Tuva, secondo la tradizione, i pastori svilupparono queste forme di canto per stabilire un contatto con le entità spirituali che pervadono tutte le cose, acquisendo la loro forza attraverso l'imitazione dei versi degli animali e della natura.

## Le registrazioni fatte sul campo
Le registrazioni effettuate sul campo sono diverse e la più antica risale al 1929 e sono state fatte non in Sardegna, bensì a Milano da un tenore di Dorgali. Abbiamo vuoto assoluto fino alla Liberazione fino a quando nel 1950 un etno-musicologo si recò a Nuoro e registrò circa 4 brani eseguiti da un quartetto di cantori ricordati dalla comunità nuorese come ''sos mannos''. 

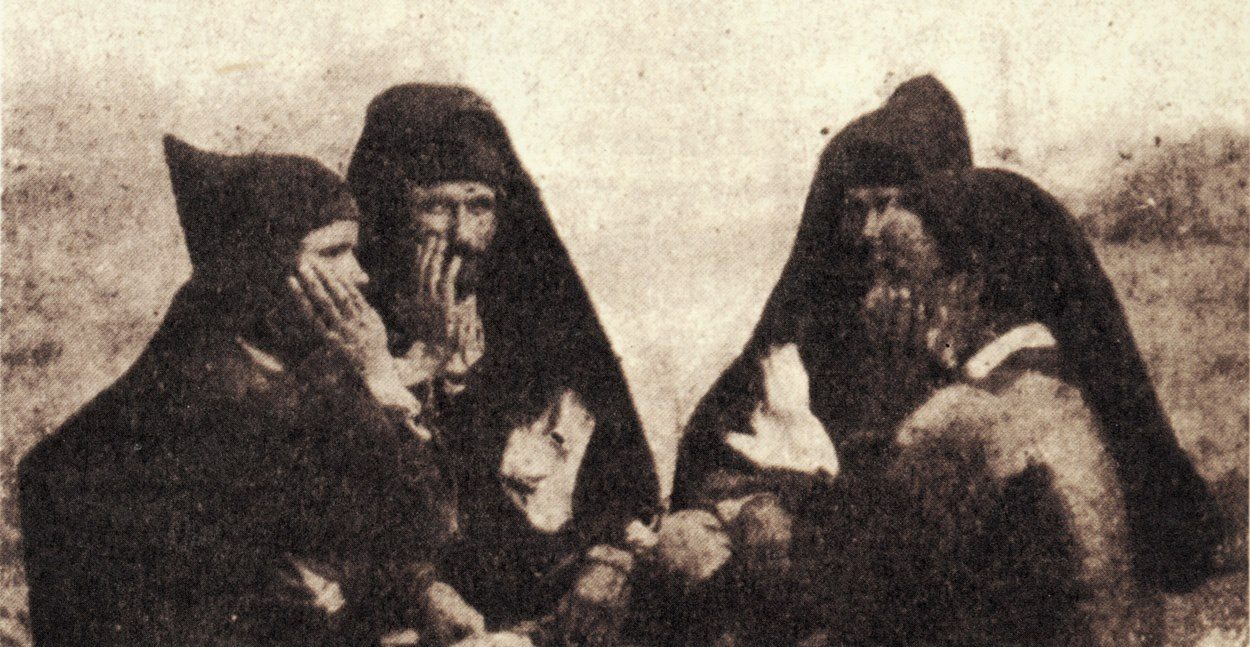
Cantori Nuoresi nel 1903

## Composizione

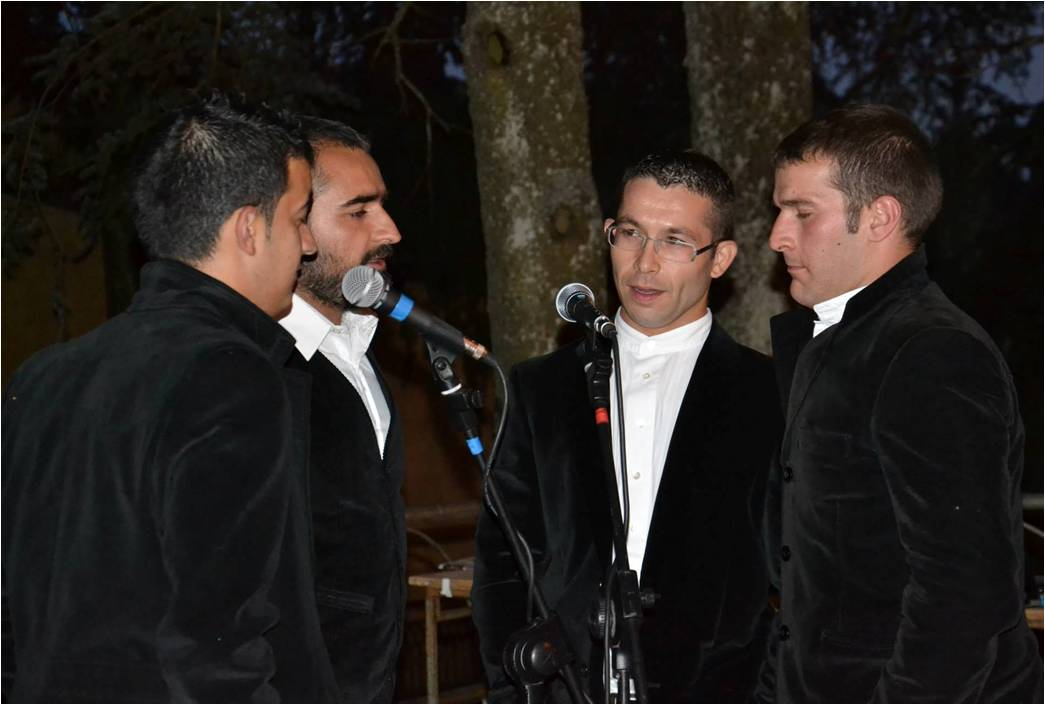
Tenore "Sa Niera" di Pattada

Il quartetto che compone Su Tenore è formato da su bassu (il basso), sa contra (il contralto), sa mesu boche (mezza voce) e sa boche (la voce solista). Quest'ultima, cantando la poesia in lingua sarda, deve scandire il ritmo e la tonalità che il coro vero e proprio deve seguire armoniosamente.
Su bassu è la prima voce gutturale del gruppo: viene ottenuta mettendo contemporaneamente in vibrazione le corde vocali e le false corde vocali. La bravura del cantante fa sì che le false corde si intonino un'ottava esatta sotto alla nota prodotta dalle corde vocali vere, esattamente come avviene nel kargyraa tuvano. 
Sa contra è la seconda voce gutturale del gruppo: il suo suono è potente e metallico, e si congiunge a su bassu su un intervallo di quinta, formando il classico "accordo gutturale", peculiarità che differenzia Su Tenore dalle altre forme di espressione polifonica. Anche Sa contra utilizza le false corde vocali, ma a differenza del Bassu, queste ultime non vibrano, bensì si avvicinano l'un l'altra, conferendo alla voce il caratteristico suono ricco di armonici.
Sa mesu boche infine funge da "fattore dolcificante" nei confronti del ruvido suono emesso dal duetto bassu-contra; la sua vivace melodia ha il compito di completare la polifonia del terzetto, rendendola più viva e soprattutto più varia.

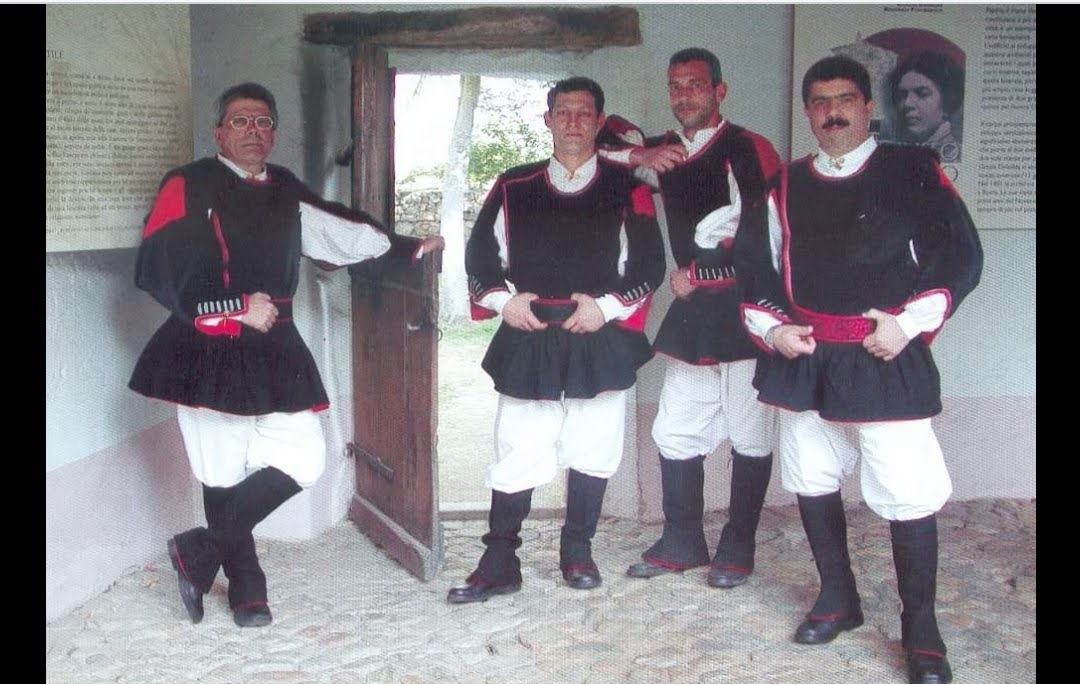
Il Tenore Santu Predu di Nuoro

## Esecuzione

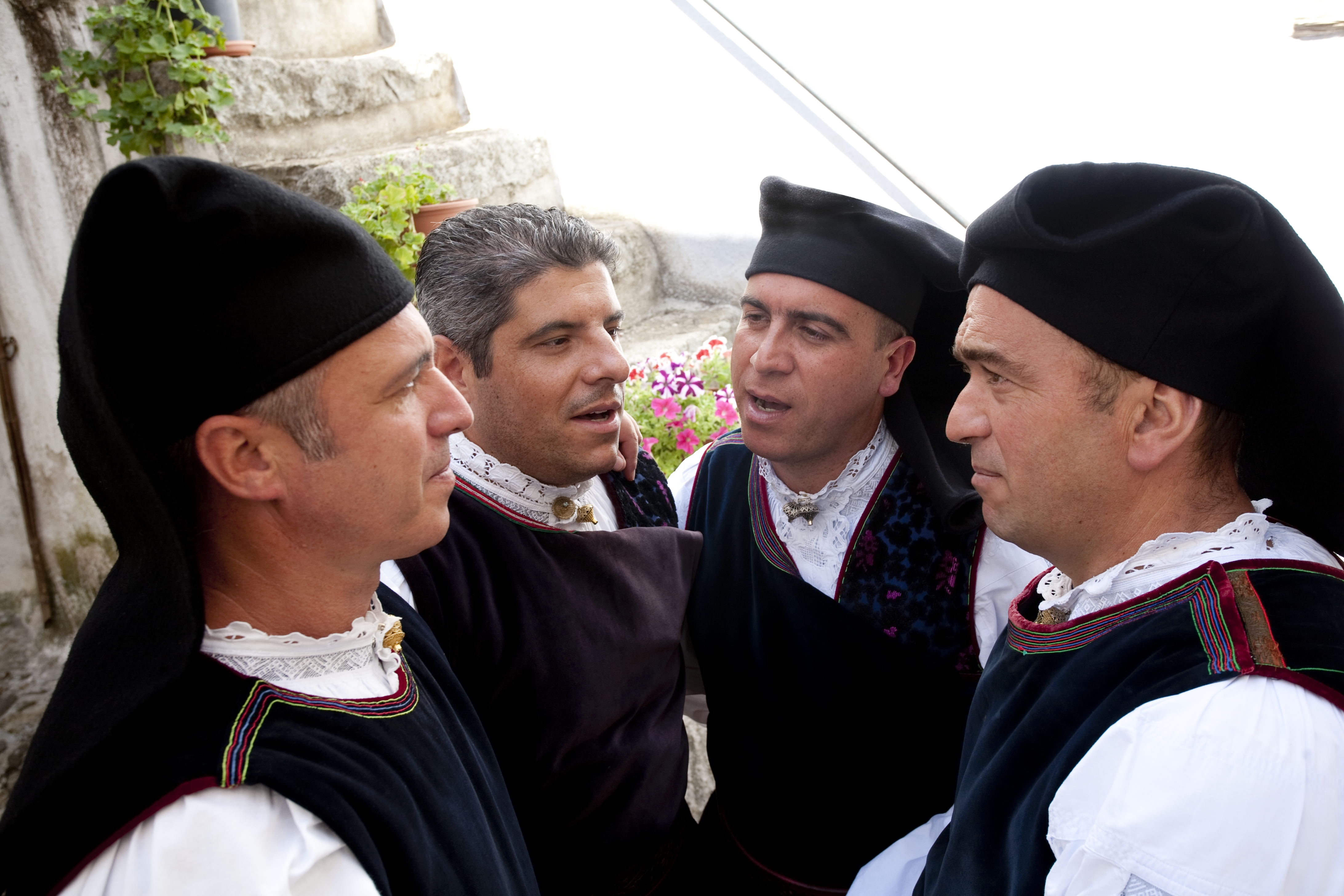
Tenores di Bitti "Mialinu Pira"

Il brano, solitamente, è una poesia rimata in sardo che viene eseguita in varie modalità secondo la metrica su cui è impostata: le composizioni endecasillabiche (undici sillabe per verso) si prestano per essere cantate a "sa seria" (detta anche boche 'e notte) canto che prevede un'esecuzione pacata e malinconica, mentre le poesie con scansione sillabica ridotta (sette-otto sillabe per verso) sono in genere cantate in varianti più allegre e ballabili.

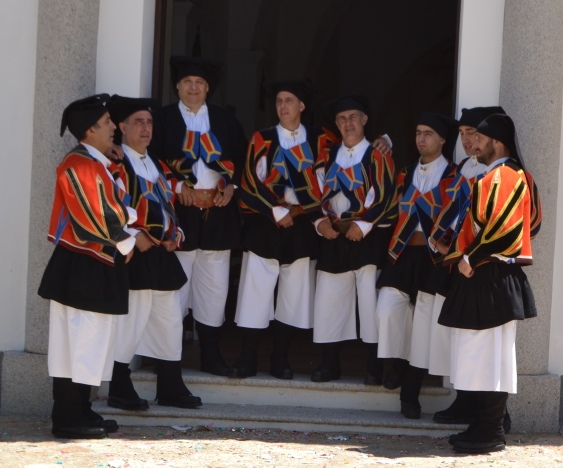
Il Tenore Murales di Orgosolo

A primo impatto il canto a tenore può apparire uguale per tutti i paesi che lo praticano; le differenze tra paese e paese sono invece varie e notevoli: ad esempio, nell'area del Supramonte e delle Barbagie (Orgosolo, Oliena, Mamoiada, Nuoro) il canto è caratterizzato dall'esecuzione di sillabe aperte (bim bam) e da un bassu secco e aperto, diversamente dalla zona di Orune dove il bassu e le sillabe eseguite dal terzetto, sono più cupe, chiuse e rotonde (bom).
Generalmente i gruppi sono composti da bassu, contra, mesu boche e boche. Incomincia sempre la boche che intona il canto, alla quale seguono gli altri componenti del gruppo in un accompagnamento musicale arrangiato. Questi tre, seguendo il canto, generalmente intervengono in un modo sfalsato rispetto alla voce solista, ciò per un'esigenza musicale.

## Areali che conservano la pratica
L'attuale area di diffusione del canto a tenore è piuttosto vasta, essendosi conservato in oltre sessanta paesi del centro nord dell'isola. A ciascuna comunità corrisponde un diverso modo di cantare a tenore: ogni singola comunità, infatti, ha sviluppato nel tempo un proprio codice, un linguaggio musicale locale chiamato traju, trattu o moda. Il tenore viene praticato soprattutto nei centri della Barbagia, del Logudoro, del Sassarese, dell'Anglona, della Gallura, dell'alta Ogliastra, delle Baronie e del Montiferru. Durante i riti della Settimana Santa (chida santa), è possibile ascoltare il canto a cuncordu: Sassari, Sorso, Porto Torres, Nulvi, Castelsardo, Scano di Montiferro, Santu Lussurgiu, Cuglieri, Bonarcado, Orosei, Aidomaggiore, Bonnannaro, Bortigali, Bosa, Nughedu San Nicolò, Galtellì, Ghilarza, Aggius, Irgoli, Sennariolo, Tempio Pausania, Ottana.
Da vent'anni a questa parte, in certi paesi dove questo uso si era ormai perso si è ripreso, attraverso la riforma di alcuni gruppi e l’influenza di modas vicine. Molti paesi hanno però perso lo stile che caratterizzava il canto proprio di quel paese, e anche lo stile personale di ogni cantore creando una standardizzazione dei cantori.

## Usi impropri della terminologia
Parlando di canto a tenore, capita spesso di imbattersi nell'uso scorretto della terminologia relativa.
Tenore è nome collettivo di persone (come il plotone, il reggimento, la squadra, il partito, ecc.), è perciò un sostantivo a sé stante, che non ha bisogno di aggiunte.
Dire "gruppo a tenore" non è esatto in quanto il tenore è un gruppo con il nome collettivo al singolare; dire "coro a tenore" non è esatto in quanto il tenore è già una forma di canto corale.
Come complemento di specificazione è giusta la sequenza "Tenore xyz di Nome Paese", con notevole semplicità di costruzione.
Si può pensare che i tenores siano i quattro componenti del coro, ma non è così. Questi elementi vengono infatti chiamati boghes e vanno a formare su tenore, al singolare.
Con il termine sos tenores si va a indicare invece la pluralità di gruppi che eseguono questo tipo di canto.
In altri casi su tenore va a indicare l'insieme di bassu, contra e mesu boche, che fungono quindi di accompagnamento a sa boche.
L'espressione a tenore deriva dal latino ad tenorem, ovvero in modo continuo e con tono di voce sostenuto. Questo sta a indicare la caratteristica ripetitiva dell'accompagnamento di su tenore.
Altre definizioni, a seconda delle località, sono:
- Cuncordu dal latino cum cordum, letteralmente con cuore, con sentimento, con armonia;
- Cuntrattu dal latino cum tractum, significa con trasporto e con melodia, da cui trattu, traju, traviu;
- Cuntzertu o cussertu, dal latino cum sero, cioè con intreccio o con la traccia.